# DjVu

لوگوی DjVu

DjVu یا دژوو که به صورت دِژاوو یا دِیْژاوو تلفظ می‌شود (‎/ˌdeɪʒɑːˈvuː/‎ DAY-zhah-VOO)، یک قالب پرونده رایانه‌ای است که اکثراً برای ذخیره‌سازی تصاویر اسکن (پویش) شده مورد استفاده قرار می‌گیرد. کاربرد اصلی آن برای فایل‌هایی است که دارای نوشته و ترسیم‌های خطی می‌باشند.
این روش ار تکنولوژی‌هایی مثل جداسازی لایه‌های نوشته و تصویر، بارگذاری تدریجی و ... استفاده می‌کند.

## فشرده‌سازی
دژوو یک تصویر یکتا را به تعداد زیادی تصویر تقسیم می‌کند و سپس هر یک از آن‌ها را جداگانه فشرده می‌نماید. برای ایجاد یک پروندهٔ دژوو تصویر اصلی ابتدا به سه تصویر جداگانه تقسیم می‌شود: تصویر پس‌زمینه، تصویر رویی و تصویر ماسک. تصاویر رویی و پس‌زمینه معمولاً تصاویر رنگی با وضوح پایین هستند (مثلاً ۱۰۰ دی‌پی‌آی)، ماسک یک تصویر دولایه‌ای با وضوح بالاست (مثلاً ۳۰۰ دی‌پی‌آی) و معمولاً متن در این لایه ذخیره می‌شود. تصاویر پس‌زمینه و رویی به وسیلهٔ الگوریتم فشرده‌سازی بر پایهٔ ویولت به نام IW۴۴ فشرده خواهند شد. تصویر ماسک به وسیلهٔ روشی به نام JB۲ (مشابه روش JBIG2) فشرده می‌گردد که در آن اشکالی که تقریباً مشابه باشند شناسایی شده (مثلاً یک نویسهٔ بخصوص از یک فونت خاص) و آن‌ها را فشرده می‌کند و سپس مکان‌هایی را که باید آن تصویر روی صفحه ظاهر شود ذخیره می‌نماید. در نتیجه به جای فشرده کردن چندبارهٔ حرف «ی» در یک فونت مشخص، این حرف تنها یک بار فشرده شده و سپس مکان‌هایی که باید روی صفحه نمایش داده شود ثبت می‌گردد.
در صورت تمایل می‌توان این اشکال را به کدهای اسکی نگاشت نمود (یا به صورت دستی ویا به وسیلهٔ یک نرم‌افزار تشخیص متن) و آن‌ها را در پروندهٔ دژوو ذخیره کرد. اگر چنین نگاشتی وجود داشته باشد، امکان انتخاب و رونوشت‌برداری از متن نیز وجود خواهد داشت.

## مجوز
- دژوو یک قالب پروندهٔ باز است.
- جزئیات این قالب به همراه کد منبع آن منتشر شده‌است.
- حق مالکیت توسعهٔ تجاری نرم‌افزار کدگذار طی سال‌های گذشته به شرکت‌های مختلفی واگذار شده.
- نویسندگان اصلی این قالب یک نگارش متن‌باز از آن را به نام DjVuLibre تحت اجازه‌نامه عمومی همگانی گنو منتشر کرده‌اند.